# Selim Ilgaz
Selim Ilgaz (Montfermeil, 22 giugno 1995) è un calciatore francese, attaccante del Çankaya.

## Palmarès

### Club

#### Competizioni nazionali
- TFF 2. Lig: 1

Hatayspor: 2017-2018 (Gruppo rosso)
- TFF 1. Lig: 1

Hatayspor: 2019-2020